# Mikoyan MiG-29K
O Mikoyan MiG-29K (em russo:  Микоян МиГ-29K, OTAN: Fulcrum-D) é um caça multiuso russo para uso em porta-aviões desenvolvido pela Mikoyan. O MiG-29K foi desenvolvido no final dos anos de 1980 sobre o MiG-29M. A Mikoyan o descreve como um caça geração 4++.
A produção de MiG-29Ks difere de protótipos por componentes como radar multi-função e vários displays no cockpit; além da adoção do controle HOTAS (hands-on-throttle-and-stick); a integração do míssil ar-ar RVV-AE (também conhecido como R-77), juntamente com mísseis operacionais antinavio e anti-radar, além de várias armas de precisão de ataque ao solo.
O MiG-29K não foi encomendado para produção e apenas dois protótipos foram originalmente construídos porque a Marinha Russa preferiu o Sukhoi Su-33 no início dos anos de 1990. A Mikoyan não parou de trabalhar sobre a estrutura do MiG-29K mesmo devido a falta de financiamento desde 1992. O programa teve crescimento no final dos anos de 1990 para atender as solicitações da Índia para um caça seguindo a compra do INS Vikramaditya. A primeira aeronave foi entregue em 2009.